# Погорільці (Шепетівський район)
Погорі́льці — село в Україні, у Ямпільській селищній громаді Шепетівського району Хмельницької області.

## Географія
Селом протікає річка Полква.

## Історія
У 1906 році село Ямпільської волості Кременецького повіту Волинської губернії. Відстань від повітового міста 54 верст, від волості 8. Дворів 107, мешканців 525.

## Населення
Населення села за переписом 2001 року становило 344 особи, в 2011 році — 300 осіб.

### Мова
Розподіл населення за рідною мовою за даними перепису 2001 року:
| Мова       | Кількість | Відсоток |
| ---------- | --------- | -------- |
| українська | 344       | 100%     |